# Aílton Carmo
Aílton Carmo dos Santos (Lençóis, Bahia) é um Ator, artista marcial, capoerista e professor de capoeira brasileiro notório por estrelar o filme Besouro de 2009 onde interpretou o protagonista Manoel Henrique Pereira, o Besouro Mangangá.
Aílton e Seu Primo, Rogerio de Jesus Machado trabalharam juntos no filme Besouro onde seu primo foi o dublê. Aílton também é professor de Capoeira em Lençóis e faixa preta nesta arte marcial

## Biografia
Ailton Carmo dos Santos nasceu 1987 em Lençóis e mora la. Quando criança, vendia sorvete na rua e nos jogos que seu pai assistia (seu pai era árbitro de futebol). Começou a jogar capoeira aos 5 anos, em 1992, com o irmão, na casa do Mestre Cascudo. Já teve vários apelidos: "Pipoca" por pular muito, "Io" na família e "Coquinho" quando se tornou professor.
Antes de seu grupo ter uma academia, ele treinou no mercado, em clubes, casas noturnas e ligas esportivas. Tornou-se monitor em 2001 e é voluntário em escolas. Ele e seus alunos preparam apresentações de maculelê e samba para financiar a Associação de Capoeira Corda Bamba.

## Carreira
Em 2007, após se tornar professor, foi fazer um estágio na Bélgica, mas recebeu uma mensagem de um de seus alunos, que lhe informou que os produtores do filme Besouro dirigido por João Daniel Tikhomiroff estavam procurando atores para o filme. Ele foi selecionado para interpretar o papel principal, e seus alunos do Grupo Esquiva passaram a chamá-lo de Professor Besouro, em vez de Coquinho.

## Filmografia

### Cinema
| Ano  | Título                | Personagem       |
| ---- | --------------------- | ---------------- |
| 2009 | Besouro (filme)       | Besouro Mangangá |
| 2014 | Babá Fora de Controle | Pedro            |

## Referencias
1. ↑  Milani, Luciano (21 de janeiro de 2009). «Besouro: Superprodução brasileira sobre capoeira para 2009 | Portal Capoeira». Consultado em 6 de julho de 2025